# NGC 2755
NGC 2755 je galaksija u zviježđu Risu.

## Vanjske poveznice
- SEDS: NGC 2755